# Limnohalacarus major
Limnohalacarus major is een mijtensoort uit de familie van de Halacaridae. De wetenschappelijke naam van de soort is voor het eerst geldig gepubliceerd in 1968 door Bader.